# 리 호슬리
리 호슬리(Lee Horsley, 1955년 5월 15일 ~ )는 미국의 배우이다.

## 출연 작품
- 헤이트풀8 (2015년)
- 장고: 분노의 추적자 (2012년) - 거스 보안관 역
- 스워드 2 (2010년)
- Showdown at Area 51 (2007)
- 나이트메어 맨 (1999년)
- 위험한 항해 (1994년)
- 바디 오브 에버던스 (1992년)
- 싸이코 킬러 (1990년)
- 파라다이스 (1988년)
- 13인의 만찬 (1985년)
- 스워드 (1982년)

### 텔레비전
- 사랑의 유람선 (1977년)
- 남과 북 2 (1986년)